# Општина Хлипичени (Ботошани)
Хлипичени (рум. Hlipiceni) општина је у Румунији у округу Ботошани.
Oпштина се налази на надморској висини од 87 m.